# Ева Ривас
Е́ва Ри́вас (арм. Եվա Ռիվաս; настоящее имя Валерия Александровна Решетникова-Цатурян; 13 июля 1987, Ростов-на-Дону, СССР) — российская и армянская поп-певица.

## Биография

### Происхождение
Валерия родилась 13 июля 1987 года в Ростове-на-Дону. Отец — Александр Александрович Решетников, родился во Владивостоке. Мать — Пируза Карапетовна Решетникова-Цатурян, армянка, родилась в Ереване. Сценический псевдоним Евы не что иное, как имя и фамилия прабабушки (по отцу) — гречанки по происхождению.

### Музыкальная карьера
Ева Ривас начала музыкальную карьеру ещё в младших классах участвуя в школьном армянском хоре. С 9 до 17 лет была солисткой эстрадного ансамбля армянской песни «Аревик». Как сам ансамбль, так и Ева, как солистка, многократно становилась лауреатом ежегодных городских и областных смотров художественной самодеятельности. В 1997 году ансамбль получил звание «Народного» ансамбля. Выступая с ансамблем и выступая отдельно как солистка ансамбля Ева стала обладателем Гран-при детского конкурса песни «Аленький Цветочек». Также в 1999 году исполняя армянскую песню из репертуара Рози Армен Ева получила две серебряных медали на Первых Российских молодёжных Дельфийских играх в городе Саратов. В 2000 году ансамбль получил звание «Коллектив года». В 2003 году ансамбль стал дипломантом Первого Всероссийского конкурса артистов эстрады и Ева также стала дипломантом Первого Всероссийского конкурса патриотической песни, организатором которого была Надежда Бабкина.
В эти же годы она закончила обучение в школе красоты и светского воспитания «Имидж-Элит» и стала одной из ведущих моделей этого же агентства. Дважды получала звание «Маленькая Красавица Ростова». Многократно принимала участие в конкурсах и показах моделей по всей России. В 2004 году поступила в Ростовский государственный университет на экономический факультет, отделение Мировая экономика и международные отношения.
2005 год был для Евы Ривас очень плодотворным: она стала обладателем Титула «Золотой Голос РГУ», «Мисс Жемчужина Дона», и также титул «Вице-Мисс Кавказа», который проводился в городе Ереване. Ева стала обладательницей первой премии на ежегодном конкурсе «Песня года Армении», который проходил в Москве в Государственном Кремлёвском дворце. Там она и встретилась со своим будущим продюсером Валерием Сааряном. В 2007 году заняла третье место на Конкурсе песни «Пять звёзд», который проводился каналом ОРТ в городе Сочи. Два года занималась танцами в школе «Стрит Джаз» и в дальнейшем работала с этой же группой, руководителем которой является Сергей Мандрик.

### «Армения Продакшн»
В 2008 году начала работать в московском продюсерском центре «Армения Продакшн».
В выборе репертуара Ева полностью полагалась на своего продюсера Валерия Сааряна. Ева работала над альбом с композициями Саят Нова, которые ей помогал разучивать маэстро, народный артист Армении Рубен Матевосян. На песню «Тамам Ашхар» в 2009 году был снят музыкальный видеоклип. За основу истории режиссёр клипа Бохадыр Юлдашев взял некоторые события из жизни Саят Нова. В течение 2009 года Ева многократно была гостьей армянских популярных телепередач и различных мероприятий. В декабре 2009 года состоялась премьера новой песни «Ланджер Марджан», слова для которой сочинил Аветик Исаакян. Эту песню Ева также разучивала с маэстро Рубеном Матевосяном.

## Конкурс песни Евровидение 2010

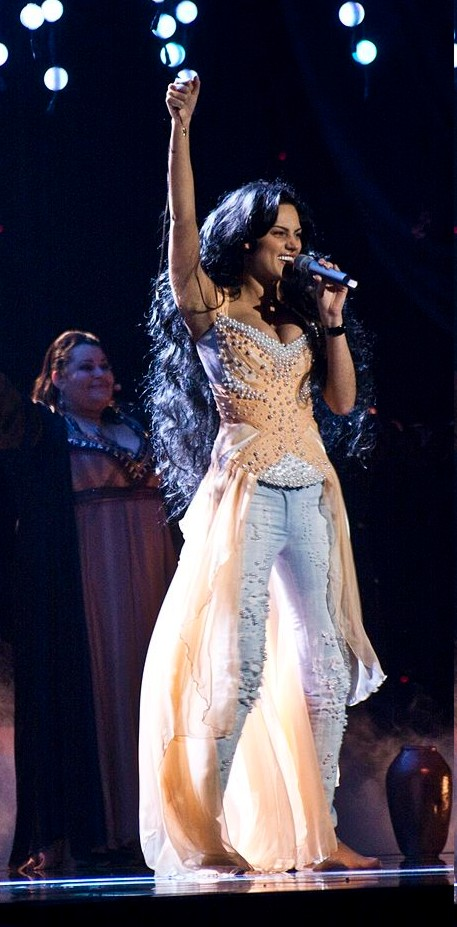
Ева Ривас на «Евровидении-2010»

В начале 2010 года Ева Ривас подала заявку на участие в Евровидение 2010 в Осло. 4 февраля продюсерский центр «Армения Продакшн» подтвердил участие Евы Ривас в Армянском национальном отборе ежегодного международного конкурса «Евровидение 2010».
14 февраля в Государственном академическом театре оперы и балеты им. А. Спендиарова состоялся национальный отборочный тур в котором приняли участие девять исполнителей претендентов на билет в Осло, среди которых такие как; Размик Амян, Михран и Эмми, Мария Кизирян и др.
Ева Ривас выступила под номером 9 с песней англ. Apricot Stone («Абрикосовая косточка»), написанной композитором Арменом Мартиросяном на стихи поэта-песенника Карена Кавалеряна. Абрикос — символ Армении (на латыни «Armeniaca»), который в песне Евы Ривас символизирует ностальгию армян по Родине.
По результатам всеобщего голосования Армению на международном музыкальном конкурсе Евровидение 2010 в Осло с песней «Apricot Stone» («Абрикосовая косточка») представляла Ева Ривас, которая по результатам голосования прошла в финал и заняла 7 место.

## Песни
- Тамам Ашхар («Весь мир»)
- Ланджер Марджан
- Хайреник («Родина»)
- Хайастан («Армения»)
- Apricot Stone («Абрикосовая косточка», слова — Карена Кавалеряна, музыка — Армена Мартиросяна)
- Gaxtni ser («Тайная любовь»)
- На краю боли
- Karotel em («Скучаю») совместно с Татой Симоняном (Тата)